# FC Dustlik Tashkent
El FC Dustlik (en ruso: Дустлик, en uzbeko: Do'stlik) fue un club de fútbol de Uzbekistán fundado en 1963 en la ciudad de Yangibazar, Provincia de Taskent. El club jugó en la Liga de fútbol de Uzbekistán, competición de la que se proclamó campeón en dos ocasiones, y desapareció en 2003 por problemas económicos.

## Historia
El club fue fundado en el año 1963 en la ciudad de Yangibazar, en la Provincia de Taskent, a 20 km de la capital, con el nombre Politdotel Tashkent, el cual utilizaron hasta 1996. En ese año el club fue renombrado FC Dustlik y se mudaron a Yangibazar. Fue campeón de Liga en dos ocasiones y campeón del torneo de copa una vez.
A nivel internacional participó en un torneo continental, en la Copa de Clubes de Asia del año 2001, donde tuvo que abandonar el torneo en la primera ronda en su serie ante el Varzob Dushanbe de Tayikistán debido a la guerra civil en Tayikistán, donde se jugaría el primer partido, por lo que fue sancionado con $10 000 y expulsado del torneo.
El equipo desapareció antes de jugar la temporada 2009 luego de obtener el ascenso a la Liga de fútbol de Uzbekistán por problemas financieros.

## Palmarés
- Liga de fútbol de Uzbekistán: 2

1999, 2000
- Copa de Uzbekistán: 1

2000

## Participación en competiciones de la AFC
- Copa de Clubes de Asia: 1 aparición

2001 - abandonó en la Primera Ronda

## Jugadores

### Jugadores destacados
- Jafar Irismetov